# Walter O’Brien

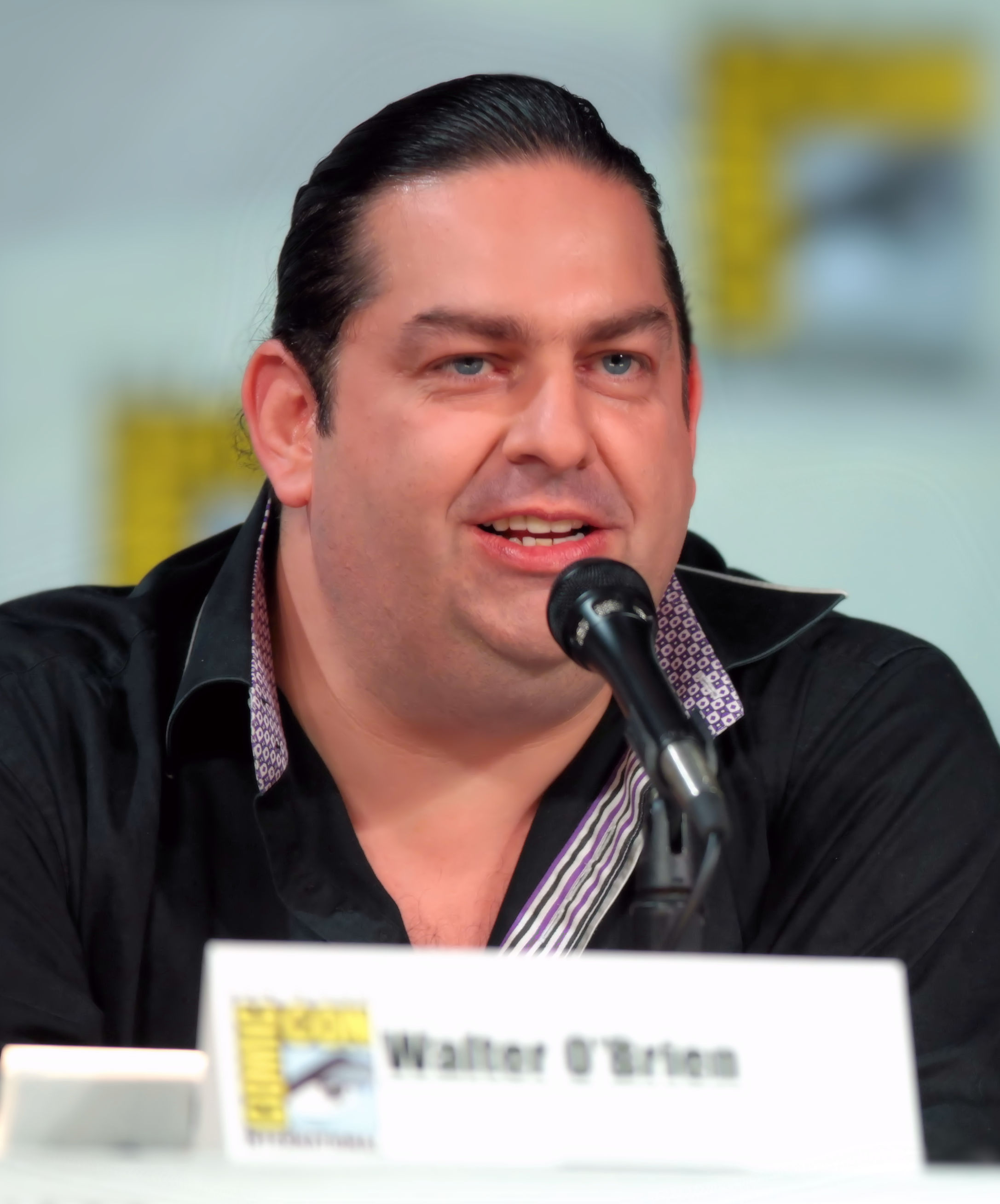
Walter O’Brien auf der San Diego Comic Con, 2014.

Walter O’Brien (* 24. Februar 1975 in Clonroche, County Wexford) ist ein irischer Geschäftsmann und Informatiker. Bekanntheit erlangte er durch die Fernsehserie Scorpion, die angeblich eine sehr lose Nacherzählung seines Lebens sein soll; viele seiner Aussagen werden jedoch bezweifelt.

## Biografie

### Kindheit und Ausbildung
Walter O’Brien wurde 1975 als Sohn von Maurice und Anne O’Brien in Clonroche, County Wexford, Irland, geboren. Als zweites von fünf Kindern wuchs er auf einem Bauernhof auf. Er besuchte die St. Patrick’s National School in Clonroche, bis seine Familie nach Rosshaven zog, als er 13 Jahre alt war. Dort besuchte er die St. Mary’s Christian Brothers School in Enniscorthy. O’Brien hat angegeben, dass er bei einem IQ-Test, der von einem seiner Lehrer in der Grundschule durchgeführt wurde, einen Wert von 197 erreicht hat, aber er hat die Unterlagen nicht aufbewahrt. Techdirt und The Irish Times sagten, dass O’Briens IQ-Wert von 197 aus der Kindheit nicht bedeutet, dass seine Intelligenz die anderer Erwachsener übersteigt, da die Punktzahl nach dem Alter gestaffelt ist. Mike Masnick merkte an, dass von allen „Top-IQ“-Listen, die online verfügbar sind, jede anders ist und keine O’Briens Namen enthält. Susan Karlin fragte sich, warum O’Brien, da er seinen IQ-Wert aus der Kindheit als Teil seiner Selbstvermarktung verwendet, den Test nicht durch Mensa wiederholen ließ, damit er bestätigt werden konnte. Nach seinem Leaving Certificate am St Kieran’s College in Kilkenny besuchte O’Brien die University of Sussex, wo er einen Bachelor of Science in Informatik und künstlicher Intelligenz erwarb.

### Frühes Interesse an Computern
Laut dem New Ross Standard, einer Lokalzeitung in O’Briens Heimat, begann sein Interesse an Computern, als seine Grundschule begann, einen Computerkurs anzubieten. O’Briens Vater gab ihm Vieh als Bezahlung für die Arbeit auf dem Bauernhof, das er verkaufte, um im Alter von neun Jahren, etwa 1984, einen Amstrad Personal Computer zu kaufen. Andere Quellen besagen, dass sein Interesse begann, als er 12 Jahre alt war, als seine Eltern ihm einen Computer kauften. O’Brien hat angegeben, dass er sich im Alter von dreizehn Jahren (ca. 1988) unter dem Pseudonym „Scorpion“ in die NASA gehackt hat. In einem Interview mit Silicon Republic, einer irischen Technologie-Nachrichten-Website, behauptete O’Brien, dass die NSA nach dem Hack über Interpol bei ihm zu Hause auftauchte. Er sagte den Agenten, dass er ihnen helfen würde, Schwachstellen in ihrem Netzwerk aufzuzeigen, im Austausch dafür, dass er nicht in Schwierigkeiten gerät. Laut O’Brien hatte er ein Auslieferungsdokument in seinem Rucksack parat, aber er konnte aufgrund von Geheimhaltungsvereinbarungen keine weiteren Details über den gemachten Deal nennen. Die französische Boulevardzeitung Telestar berichtete, dass es keine Aufzeichnungen über den angeblichen NASA-Hack gibt. Techdirt wies darauf hin, dass das United States Department of Homeland Security – das CBS in der Fernsehshow rund um das Haus von O’Briens Familie zeigte – zum Zeitpunkt des angeblichen Hacks nicht existierte. O’Brien war ein Mitglied des irischen Teams, das 1993 an der Internationalen Informatik-Olympiade teilnahm. Laut der Universität, an der er seinen Abschluss gemacht hat, belegte sein Team bei der Olympiade 1993 den 90. von 250 Plätzen.

## Karriere
O’Brien gründete Scorpion Computer Services angeblich im Alter von 13 Jahren im Jahr 1988. Die Irish Times berichtete, dass er das Unternehmen in den späten 1990er Jahren mitbrachte, nachdem er seinen Universitätsabschluss gemacht hatte und in die Vereinigten Staaten zog. Der New Ross Standard schrieb, dass Scorpion Computer Services als IT-Nachhilfedienst begann, der sich auf Sicherheit und Risikomanagement ausweitete, und die Irish Times beschrieb Scorpion Computer Services auch als ein Unternehmen für künstliche Intelligenz. Im Jahr 2014 beschrieb O’Brien sein Unternehmen als Denkfabrik für „Personen mit hohem IQ“. Im Jahr 2018 berichtete Jane’s, dass die US-Armee Scorpions Werkzeug für künstliche Intelligenz, ScenGen, auf ihren unbemannten Luftfahrtsystemen einsetzt. O’Brien ist Chief Scientist bei Langford & Carmichael, einer von Veteranen geführten Unternehmensberatung. O’Brien gründete eine Firma namens Scorpion Studios, ein Filmunternehmen, das O’Briens Expertise darin nutzt, den Zuschauern vorzugaukeln, dass die gefälschte Technologie die echte ist.

### Boston-Marathon-Bombenanschlag
Einen Monat nach dem Bombenanschlag beim Boston-Marathon 2013 berichtete Fox 11 LA-KTTV (Los Angeles), dass O’Briens Firma Scorpion Computer Services, Inc. eine Video-Analyse-Software entwickelt hat, die derjenigen ähnelt, die vom FBI verwendet wurde, um die Bombenleger zu fangen. Techdirt sagte, dass dies eine von vielen „gefälschten“ Behauptungen über O’Brien von CBS sei. Asher Langton, ein Ingenieur für Sicherheitsaufklärung, sagte, dass O’Brien widersprüchliche Erzählungen über seine Beiträge zur Ergreifung der Bombenleger anbot und dass die Verwendung von Gesichtserkennungssoftware in der berichteten Weise unplausibel sei. O’Brien sagte, er sei an Vertraulichkeitsvereinbarungen gebunden.

### CBS-Serie
Laut O’Brien hatte er in dem Bemühen, seine Firma Scorpion Computer Services, Inc. und deren Service Concierge Up zu promoten, die Idee, eine Fernsehshow zu kreieren. O’Brien kontaktierte Scooter Braun, der die Idee bei CBS einkaufte. Im September 2014 feierte CBS die Premiere der ersten Staffel der Dramaserie Scorpion, die auf O’Briens angeblichen Lebenserfahrungen basiert. Er dient als ausführender Produzent für die Serie und trägt regelmäßig zur Entwicklung der Story bei. Für seinen Teil der Story-Entwicklung berät sich O’Brien mit den Autoren der Serie über technische Aspekte der Handlung, einschließlich der Frage, wie er Probleme lösen würde, die in den Drehbüchern der Serie dargestellt werden. Die technischen Aspekte der Handlung waren jedoch ein Grund für die National Science Teachers Association, Lehrern zu raten, die Serie als Beispiel für falsche oder übertriebene Wissenschaft im Jahr 2015 zu verwenden. O’Brien berät sich auch mit Elyes Gabel, dem Schauspieler, der den fiktiven Walter O’Brien spielt. In einem Interview mit CBS News, um die zweite Staffel zu bewerben, sagte Gabel über O’Brien, dass „er unterwegs ist, um die Welt zu retten oder mit, Sie wissen schon, Prinzen von Liechtenstein zu sprechen. Also habe ich hin und wieder die Chance, mit ihm zu sprechen, und er ruft mich an. Und manchmal reden wir über die Serie. Manchmal reden wir über die Charaktere.“ Die erste Staffel zog mehr als 26 Millionen Zuschauer an. CBS bestellte im Oktober 2014 eine volle Staffel von Scorpion und verlängerte sie 2015 für eine zweite Staffel. Die Serie wurde 2016 erneut für eine dritte Staffel verlängert, eine vierte Staffel wurde für 2017 bestätigt. Im März 2017 erneuerte CBS Scorpion für Staffel 4. Die Serie wurde nach vier Staffeln im Mai 2018 abgesetzt.

### Genauigkeit der Biografie
Im Jahr 2014 bewerteten CNET, Techdirt und Fast Company die Behauptungen von CBS über O’Briens Leistungen, über die in den Medien viel berichtet wurde, nach Fragen an Fast Company. Die Irish Times sagte, dass „es unmöglich ist, einige Behauptungen zu belegen“. In einem Folgeinterview mit Susan Karlin von Fast Company beantwortete O’Brien einige von Karlins Fragen, sagte aber, dass er an Vertraulichkeitsvereinbarungen gebunden sei. Karlin schrieb, dass einige von der Community herausgegebene Unternehmensverzeichnisse zeigten, dass O’Briens Firma viel kleiner war als die 2.600 Mitarbeiter und 1,3 Milliarden Dollar Umsatz, die in Karlins ursprünglichem Artikel angegeben worden waren. Zum Beispiel verzeichnete ein anonymer Redakteur auf Credibility.com im Jahr 2014 Scorpion Computer Services mit einem Mitarbeiter und einem Jahresumsatz von 66.000 Dollar. Karlin weist darauf hin, dass die Daten der von der Community herausgegebenen Unternehmensverzeichnisse unzuverlässig sein können, und O’Brien gab an, dass der Großteil des Unternehmens aus unabhängigen Auftragnehmern besteht, die aus der Ferne arbeiten.
In einem Interview von News.com.au mit Elyes Gabel, dem Schauspieler, der den fiktiven O’Brien in der TV-Show spielt, sagt der Reporter Andrew Fenton: „Aber selbst Elyes Gabel, der O’Brien in der Show spielt, gibt zu, dass er einige Bedenken bezüglich der Wahrhaftigkeit der Geschichte hat. Er sagt, dass er, um die Figur zu finden, diese Zweifel beiseite schieben und O’Briens Geschichte einfach als Evangelium akzeptieren musste.“ „Das bedeutete, dass ich alles, was er sagte, glaubte, anstatt es irgendwie zu hinterfragen“, sagt er. „Das wird zu einem sehr gefährlichen, tückischen Bereich, wenn man sich nicht wirklich voll und ganz darauf einlässt oder an das glaubt, was jemand sagt. Als ich das loswurde, ging es darum: 'Wie mache ich diesen Typen? Wie schaffe ich Verletzlichkeit in einer Figur?'“ Fenton fährt fort:

„In Wirklichkeit sind viele von O’Briens Behauptungen nicht stichhaltig. Er sagt, er habe die Unterlagen nicht aufbewahrt, die zeigen, dass er bei einem IQ-Test in der Grundschule einen Wert von 197 erreicht hat – aber selbst wenn das stimmen würde, sind die Werte mit dem Alter gestaffelt, was bedeutet, dass ein hoher Wert als Kind nicht seine Intelligenz als Erwachsener widerspiegelt. Er hat seitdem keinen offiziellen, von Mensa anerkannten Test mehr gemacht. Es gibt auch keine Beweise für den NASA-Hack und O’Brien kann keine weiteren Details liefern, da er eine Geheimhaltungsvereinbarung unterzeichnet hat. Und natürlich wurde Homeland Security als Folge des Angriffs auf die Zwillingstürme gegründet und existierte nicht, als er 13 war.“

## Persönliches Leben
O’Brien lebt seit 2001 in Los Angeles, Kalifornien, als er ein EB-1-Visum zur Einwanderung in die Vereinigten Staaten erhielt. Diese Art von Visum ist für Menschen mit „außergewöhnlichen Fähigkeiten“ und/oder die als nationales Gut angesehen werden können. Im Jahr 2015 berichtete Kilkenny People, dass O’Brien eine Urkunde vom Bürgermeister von Kilkenny für seinen Beitrag und sein Engagement für die irische Gemeinde in Los Angeles erhielt. O’Brien half bei der Finanzierung der Gründungskosten von Kilkenny Taxi Watch, das laut Kilkenny People bis Juli 2015 45 Selbstmorde verhindert hat. Im April 2016 gab Taxi Watch auf ihrer Facebook-Seite bekannt, dass die Zahl der geretteten Leben 100 erreicht hat. O’Brien hat bei zahlreichen Veranstaltungen gesprochen, unter anderem bei der Mensa-Jahresversammlung 2016 in San Diego und bei der Houston Innovation Conference and Showcase. Im Jahr 2017 wurde O’Brien mit dem Humanitarian Lifetime Achievement Award von unite4:humanity geehrt.
Nach eigenen Angaben soll er eine Autismusspektrumsstörung und ADHS haben: „Ich beobachte Menschen, um zu lernen, wie ich mich verhalten soll. Beziehungen sind schwer für mich; Verabredungen sind schwer für mich.“